# Bocca della Verità

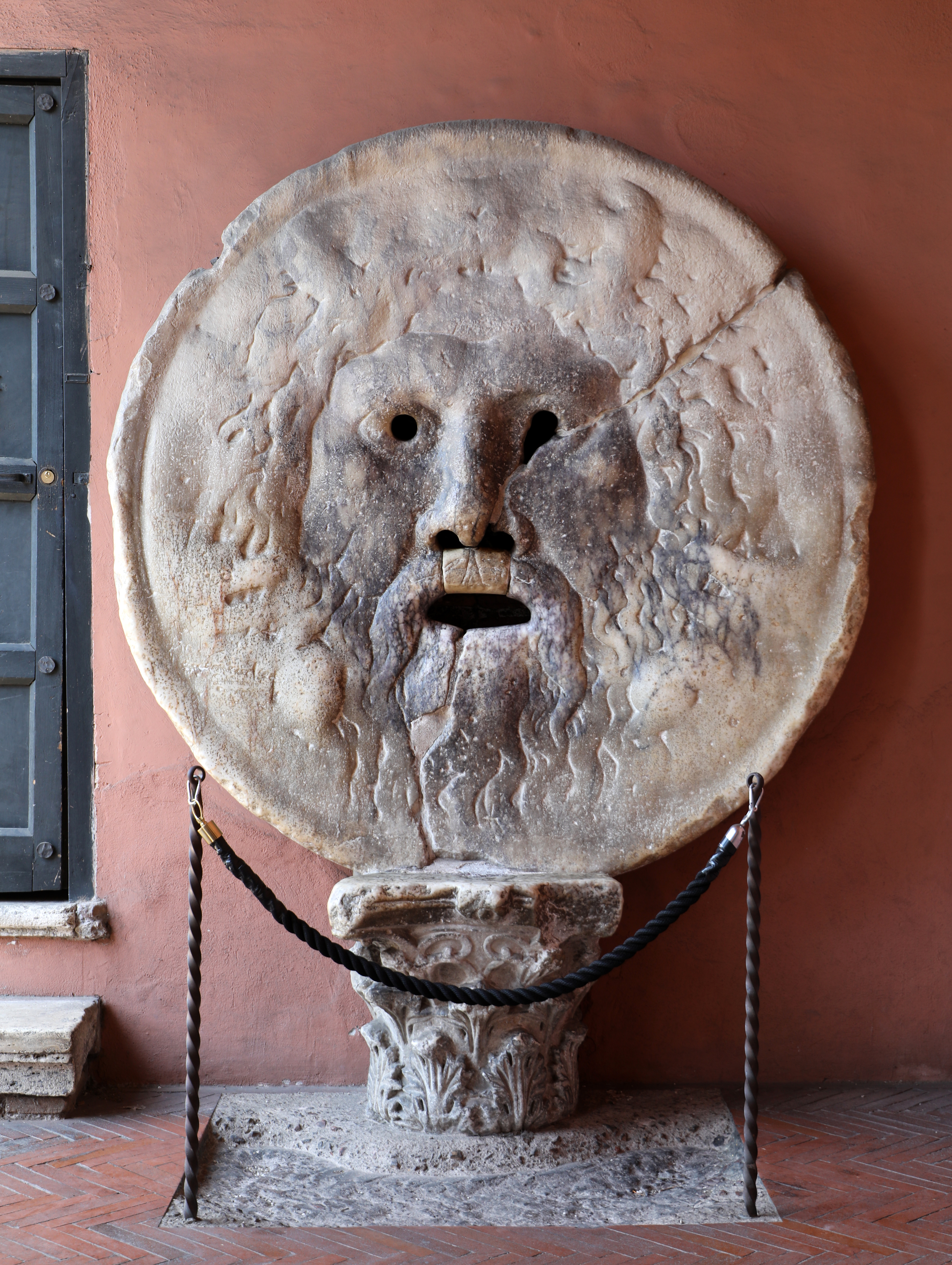
"Gura Adevărului".

„La Bocca della Verità” (în română Gura Adevărului, [ˈbokka della veriˈta]) este un relief străvechi din marmură Pavonazzetto, întărită în peretele pronaosului bisericii Santa Maria in Cosmedin, în Piazza della Bocca della Verità, pe locul vechiului Forum Boarium (vechea piață de vite) din Roma. 
Conform durabilei legende medievale, va mușca mâna oricărui mincinos care își pune mâna în Gură, sau, alternativ, a oricărui care rostește o minciună în timp ce mâna sa este în Gură. Încă atrage mulți vizitatori care își introduc mâinile cu îndrăzneală.
Bocca della Verità a apărut în filmul Vacanță la Roma din 1953, cu Audrey Hepburn și Gregory Peck. 

## Descriere

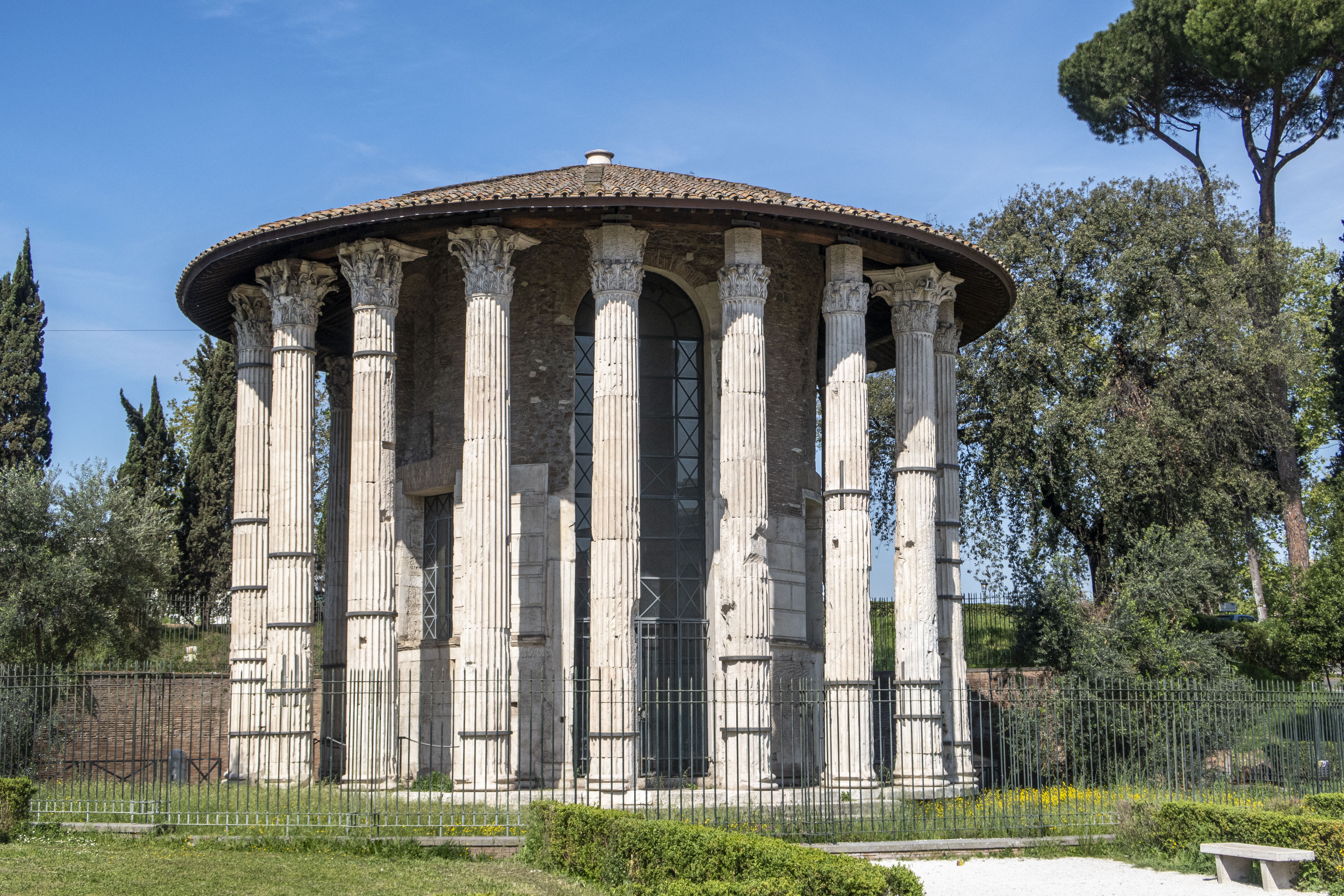
Templul lui Hercule Victor, în Forum Boarium

Numele Bocca della Verità a fost menționat pentru prima dată într-un document în 1485. Relieful antic, care are aproximativ 2000 de ani, se află în pridvorul bisericii încă din 1632.
Masca masivă de marmură cântărește aproximativ 1300 kg. Reprezintă o față de bărbat cu barbă, iar ochii, nasul și gura sunt deschise, străpunse și goale, fără conținut. Chipul a fost interpretat de-a lungul timpului ca o reprezentare a varii subiecte: Jupiter Ammon, zeul titan al mării Oceanus, un oracol sau un faun.
Marmura de Pavonazzetto din care este realizată (marmor phrygium, marmor synnadicum sau marmor docimium) provine de la Dokimeion în Frigia, astăzi Valea Frigiană (în turcă: Frig Vadisi), în apropierea orașului İscehisar și are o culoare gri deschis și este cu granulație relativ fină. 

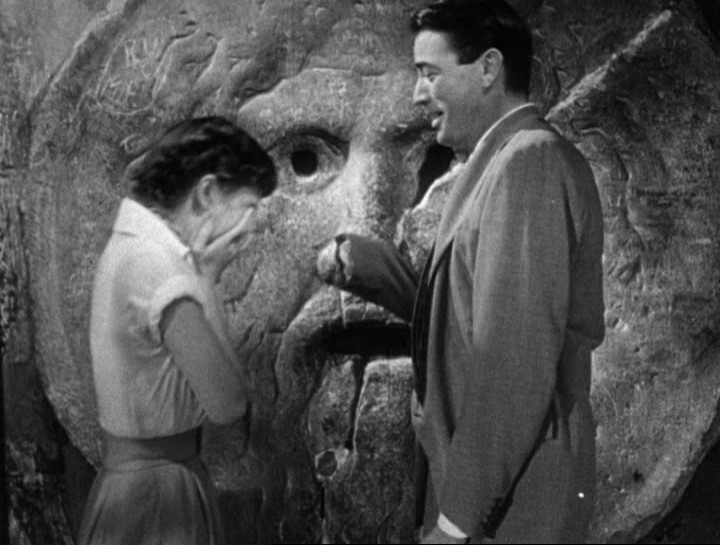
Scenă din filmul Vacanță la Roma cu Audrey Hepburn și Gregory Peck

## Istoric
În perioada Romei Antice, Bocca della Verità era un capac de canal, o lumină de avertizare împotriva inundațiilor Tibrului, care erau o amenințare constantă pentru cartierele inferioare ale orașului. Capacele de canal, în Roma Antică, purtau adesea efigia unei zeități fluviale care „înghite” apa de ploaie. Alți istorici estimează că a fost probabil folosit ca un capac de scurgere în Templul lui Hercule Victor din apropiere, care avea un oculus - un spațiu deschis rotund în mijlocul acoperișului, similar cu cel al Panteonului. Prin urmare, înăuntru putea ploua. De asemenea, se crede că negustorii de vite îl foloseau pentru a scurge sângele vitelor sacrificate zeului Hercule.
Cert este că masca se bucură de o reputație străveche și legendară: se presupune că acesta este obiectul menționat în secolul al XI-lea în prima Mirabilia Urbis Romae (un ghid medieval pentru pelerini), unde i se atribuie puterea de a rosti oracole. În ea scrie „Ad sanctam Mariam in Fontana, templum Fauni; quod simulacrum locutum est Iuliano et decepit eum” („Lângă biserica Santa Maria in Fontana este templul lui Faun; acest simulacrum i-a vorbit lui Iulian și l-a înșelat”).
Un text german din secolul al XII-lea relatează un mit împotriva împăratului care era considerat restauratorul păgânismului, chiar dacă el era doar adeptul și susținătorul acestuia: descrie în detaliu cum, din spatele acelei guri, diavolul - echivalat drept Mercur (zeu nu doar protector al comerțului, ci și al înșelăciunii) - l-a ținut multă vreme de mână pe Iulian (care a înșelat o femeie și a trebuit să-și jure bună-credință pe acel idol), promițându-i în cele din urmă răscumpărare din umilință și mari averi dacă va reînvia divinitățile păgâne.
În secolul al XIII-lea discul a fost probabil scos din templu păgân și așezat lângă zidul Bisericii Santa Maria din Cosmedin.
În Evul Mediu s-a răspândit legenda că Virgilius Maro Grammaticus, un savant din secolul al VI-lea (omonim poetului antic), despre care se știa că practica magia, a construit Bocca della Verità pentru utilizarea sa de către soți și soții care au avut îndoieli cu privire la fidelitatea persoanei iubite.
În secolul al XV-lea călătorii italieni și germani își aminteau, nu pe deplin neîncrezători, această piatră „care se numește piatra adevărului, care în antichitate avea virtutea de a arăta când o femeie făcuse o greșeală soțului ei”. 
Într-o altă legendă germană din secolul al XV-lea găsim imaginea că ea „nu îndrăznește” să muște mâna unei împărătese romane care – deși într-adevăr își trădase consoarta imperială – o păcălește cu un artificiu logic. O întâmplare asemănătoare, care a circulat în poveștile populare, spunea despre o femeie infidelă care, condusă de soțul ei bănuitor pe drept la Bocca della Verità pentru a fi testată, a reușit să-și salveze mâna cu un șiretlic. Astfel, acuzata i-a cerut amantului ei să se prezinte în ziua în care urma să fie testată și, prefăcându-se nebun, să o îmbrățișeze în fața tuturor. Amantul a urmat întocmai cum i s-a cerut. Așa că femeia, când a venit vremea să-și strecoare mâna în Gura Adevărului, a putut să jure cu ușurință că fusese vreodată îmbrățișată doar de soțul ei și de acel bărbat pe care toată lumea îl văzuse. După ce a spus adevărul, femeia și-a putut retrage nevătămată mâna din Bocca, deși era vinovată de adulter.
Denumirea de „Gura Adevărului” a apărut în 1485. De atunci sculptura a fost constant menționată printre curiozitățile romane, fiind reprodusă frecvent în desene și tipărituri. Din acestea deducem că inițial se afla în afara pridvorului bisericii; a fost mutat pe portic odată cu restaurarea comandată de Papa Urban al VIII-lea familiei Barberini în 1631.

## Referințe culturale și lucrări derivate

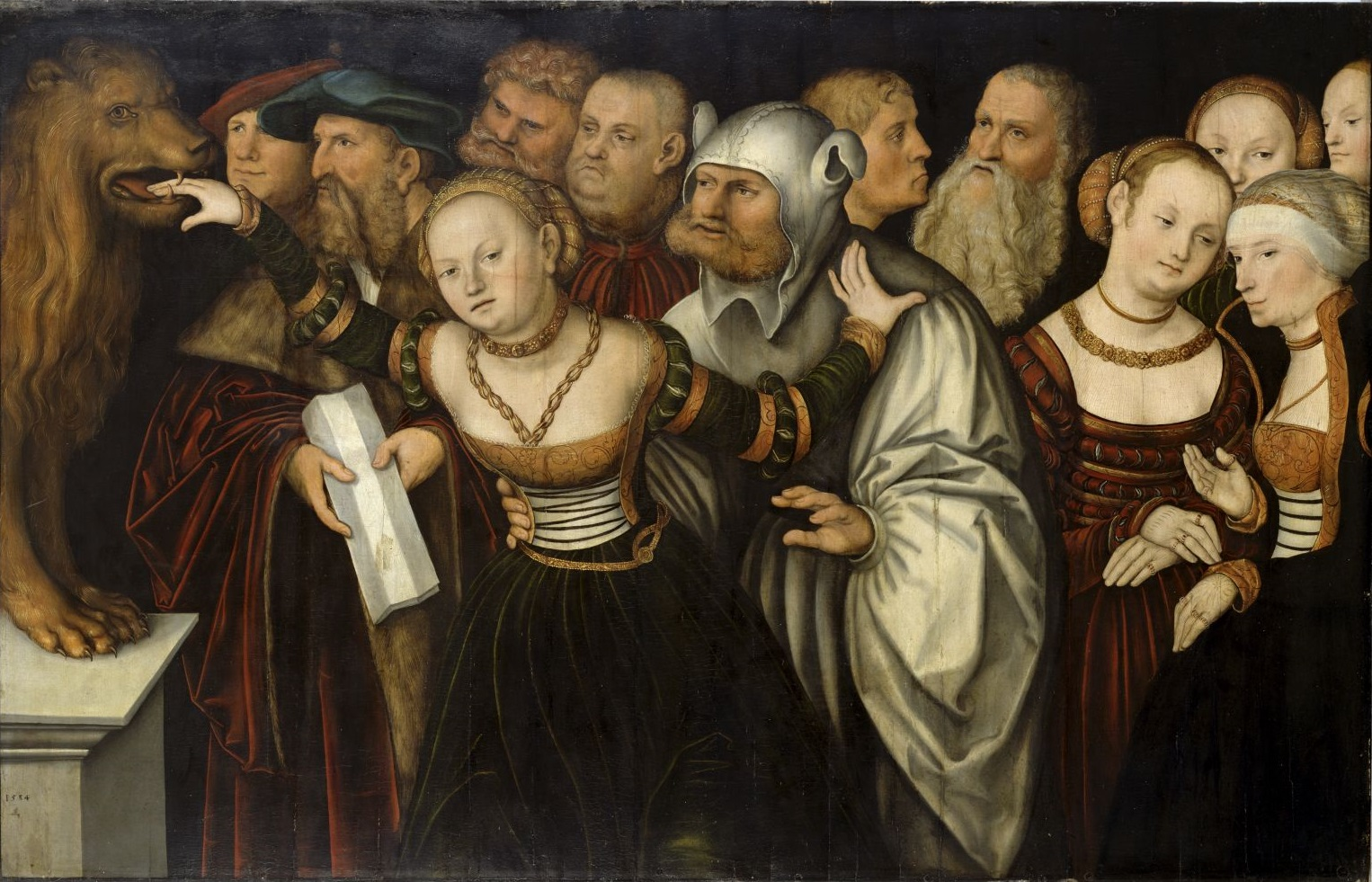
Bocca della Verità de Lucas Cranach cel Bătrân (Germanisches Nationalmuseum, Nürnberg)

## Galerie

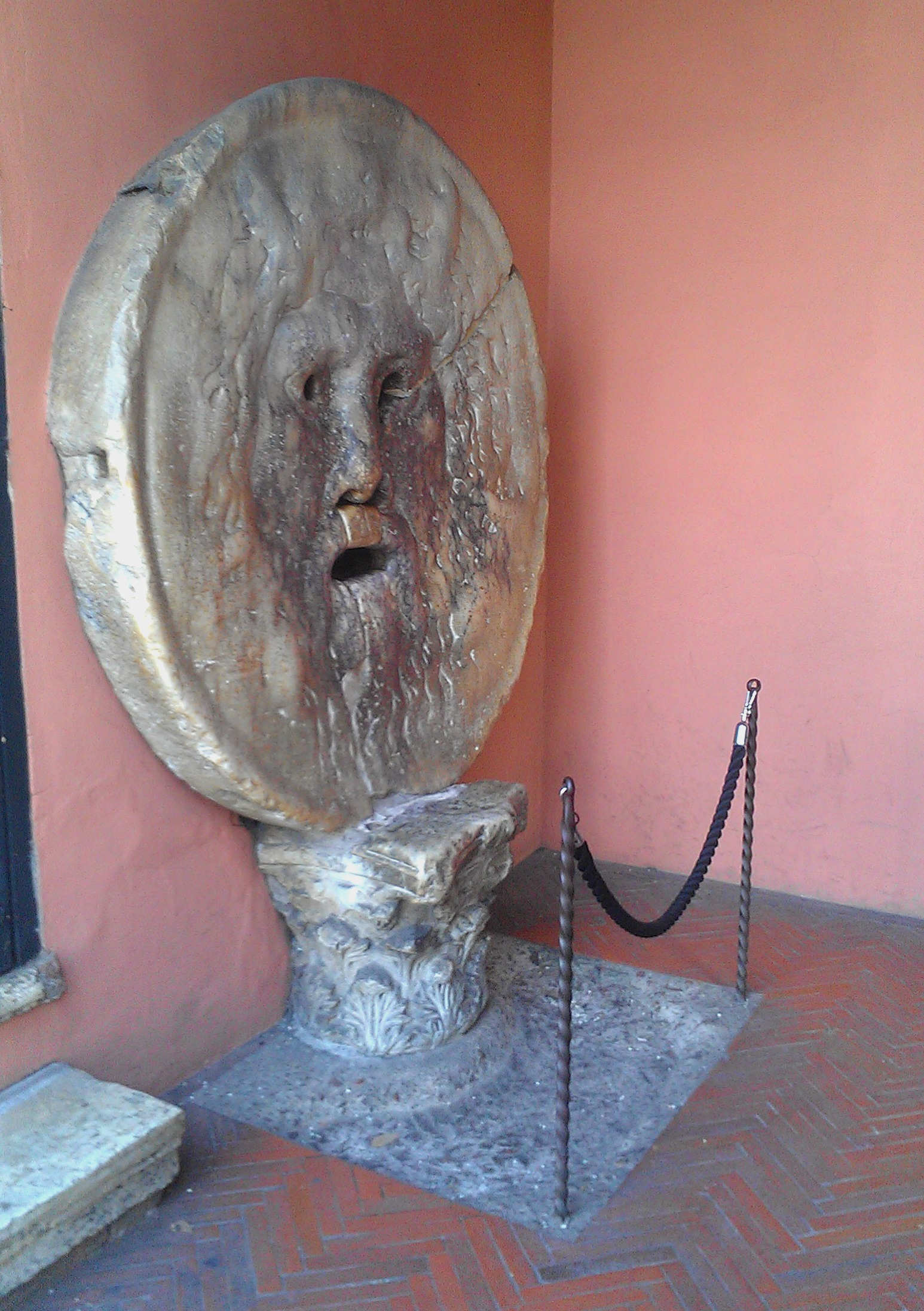
Vedere laterală a Gurii Adevărului
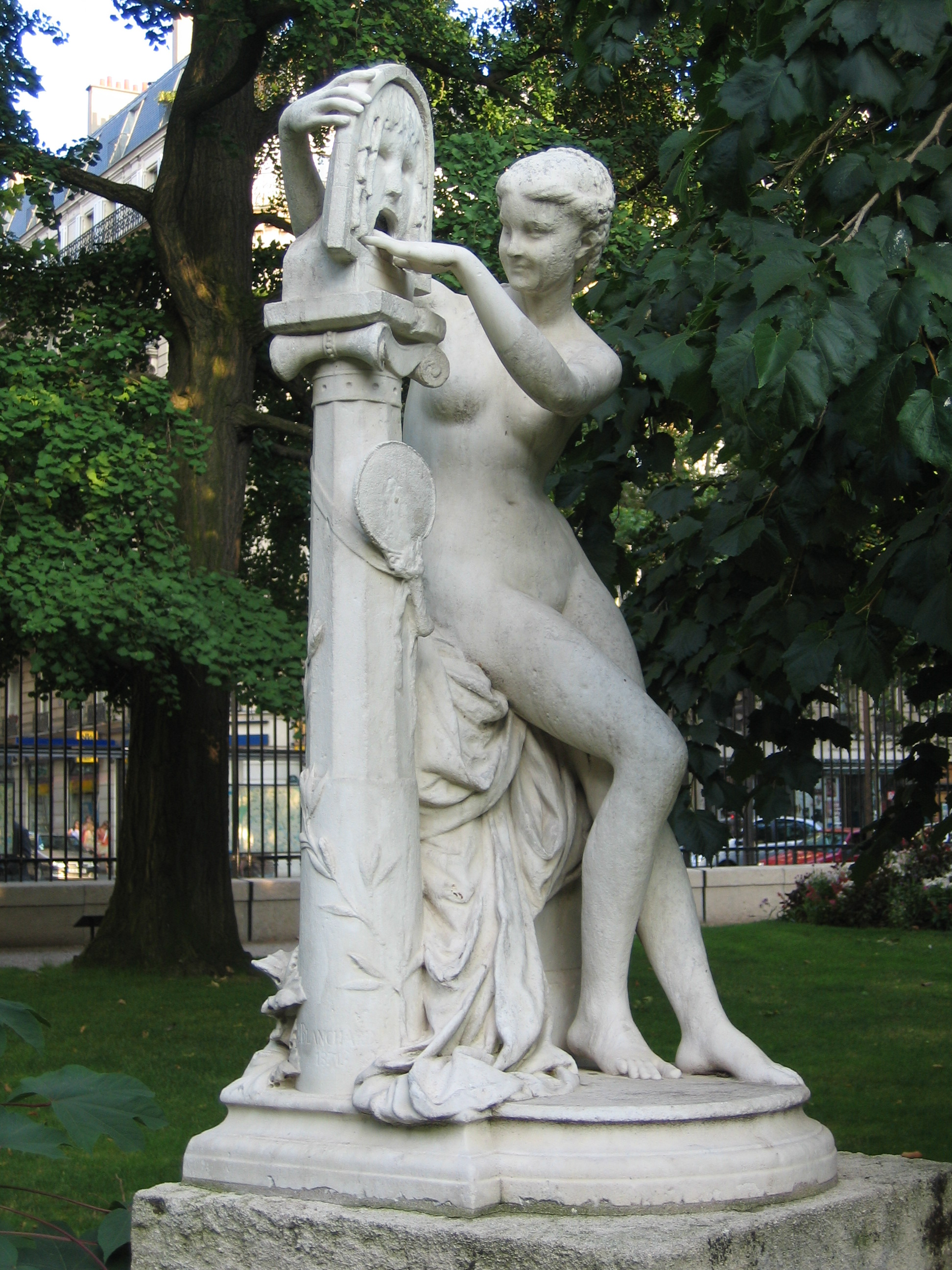
La Bocca della Verità, statuie de Jules Blanchard, aflată în Grădina Luxemburg, Paris.
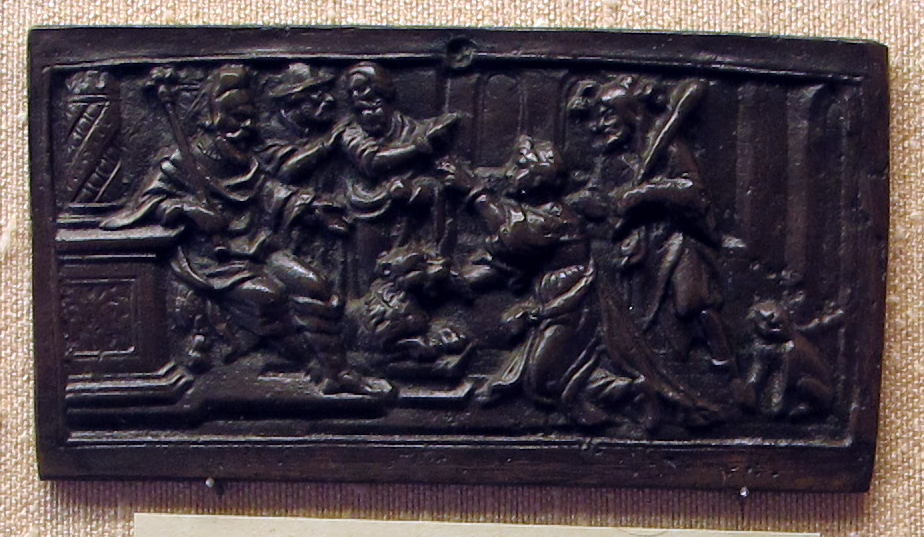
Împărăteasa și Gura, aici înfățișată ca statuie a unui leu, într-o plăcuță sculptată germană c. 1550.
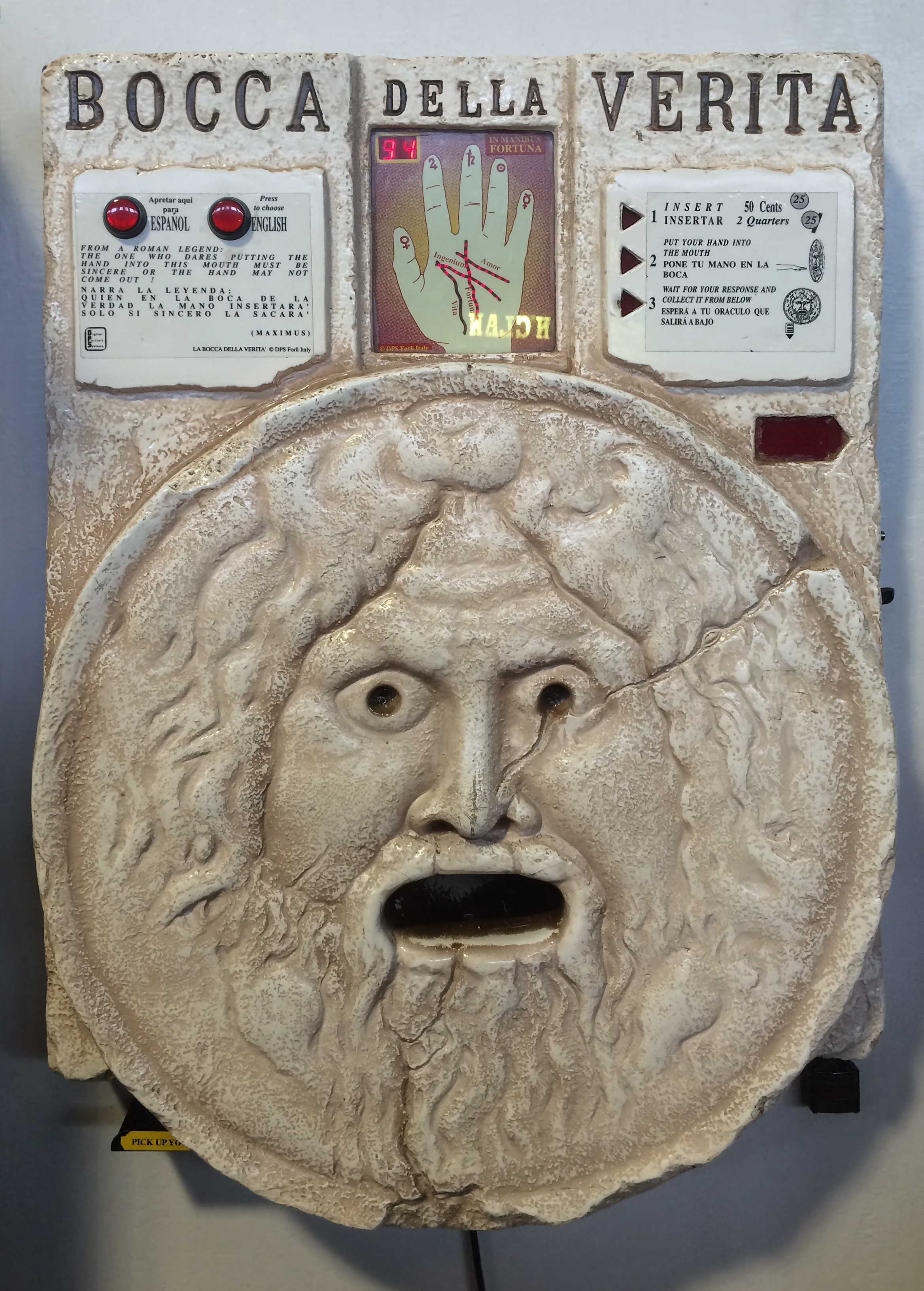
Bocca della Verità, aparat de ghicit norocul de la Musée Mécanique din San Francisco.
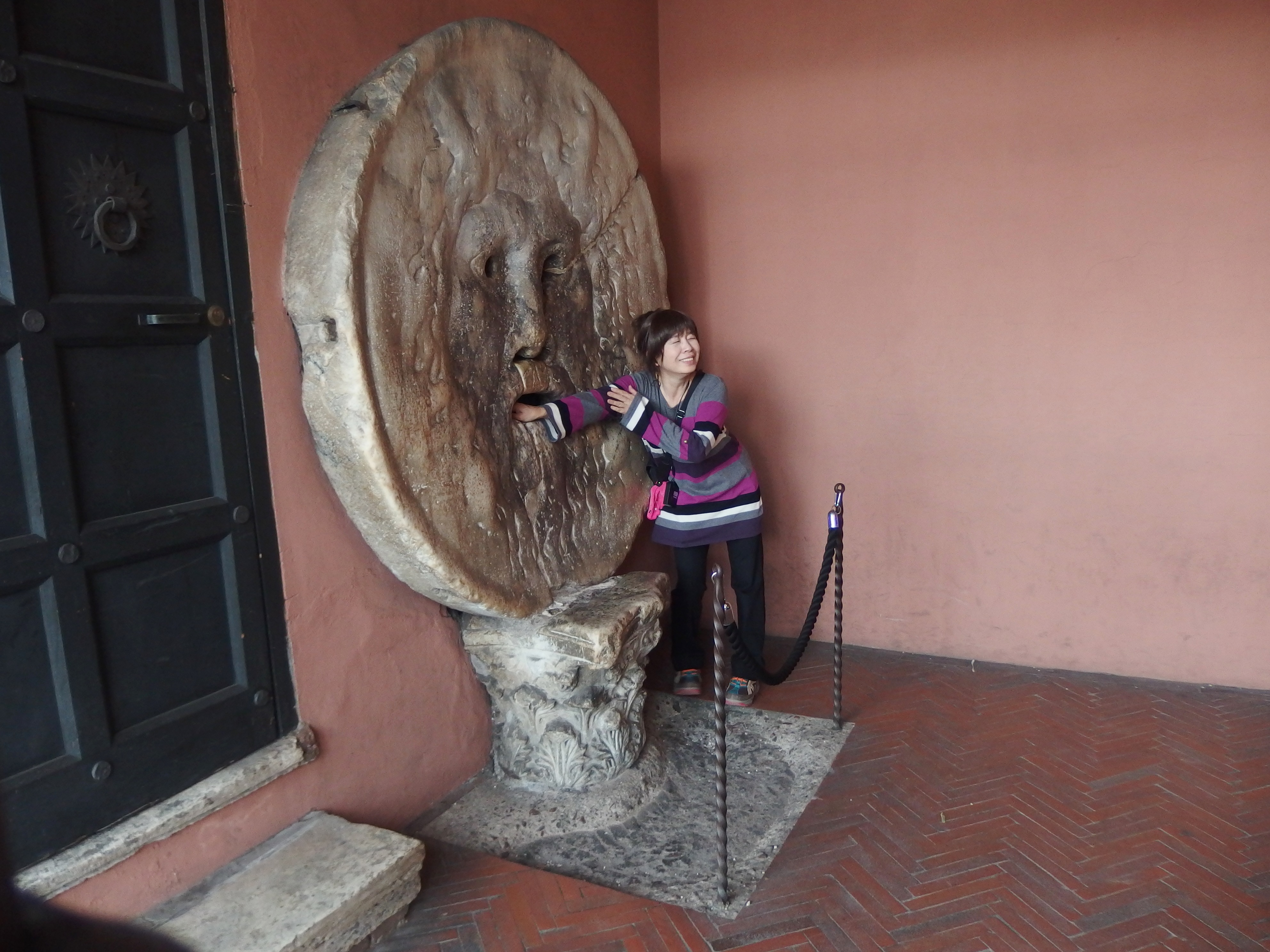
Bocca della Verità, cu o persoană alăturată, pentru ilustrarea dimensiunilor